# Legal (Alberta)
Legal es un pueblo canadiense situado en la provincia de Alberta.

## Superficie
Legal tiene una superficie de 3,18 km².

## Demografía
En 2021, tenía 1232 habitantes, una densidad poblacional de 387,9 hab./km², y 489 viviendas.